# Емануел фон Лихтенщайн
Емануел Антон Йозеф Йохан Непомук Томас фон Лихтенщайн (на немски: Emanuel Anton Joseph Johann Nepomuk Thomas von Liechtenstein; * 2/3 февруари 1700, Виена; † 15 януари 1771, Виена) е княз на Лихтенщайн.

## Произход
Той е вторият син на имперския генерал княз Филип Еразмус фон Лихтенщайн (1664 – 1704) и съпругата му графиня Христина Тереза фон Льовенщайн-Вертхайм-Рошфор (1665 – 1730), вдовица на херцог Албрехт фон Саксония-Вайсенфелс († 1692), дъщеря на граф Фердинанд Карл фон Льовенщайн-Вертхайм-Рошфор (1616 – 1672) и ландграфиня Анна Мария фон Фюрстенберг-Хайлигенберг (1634 – 1705). Брат е на Йозеф Венцел I Лоренц (1696 – 1772), 4. княз на Лихтенщайн (1748 – 1772), и на Йохан Антон Хартман (1702 – 1724).
През 1749 г. Емануел получава ордена на златното руно. Синът му Франц Йозеф I наследява на 10 февруари 1772 г. брат му Йозеф Венцел I Лоренц.

## Фамилия
Емануел се жени на 14 януари 1726 г. във Виена за графиня Мария Анна Антония фон Дитрихщайн-Вайхселщет (* 10 септември 1706, Грац; † 7 юни 1777, Виена), дъщеря на граф Карл Магнус Лудвиг фон Дитрихщайн (1676 – 1732) и графиня Мария Терезия Анна фон Траутмансдорф (1676 – 1733). Те имат 13 деца:
- Франц Йозеф I Йохан Адам (1726 – 1781), 8. княз на Лихтенщайн, женен на 6 юли 1750 г. във Валтице (Фелдсберг) за графиня Мария Леополдина фон Щернберг (1733 – 1809)
- Карл Боромеус Йозеф (1730 – 1789), женен на 30 март 1761 г. за принцеса Мария Елеонора фон Йотинген-Йотинген и Йотинген-Шпилберг (1745 – 1812)
- Филип Йозеф Франц Мария (1731 – 1757), убит в Прага
- Емануел Йозеф Бартоломеус (1732 – 1738)
- Йохан Йозеф Симплициус (1734 – 1781)
- Антон Йозеф Йоханес Ахациус (1735 – 1737)
- Йозеф Венцел Ладислаус (1736 – 1739)
- Леополд Йозеф (1743 – 1772)
- Мария Амелия Сузана (1737 – 1787), омъжена на 25 февруари 1754 г. за граф Йохан Зигизмунд Фридрих фон Кевенхюлер-Меч (1732 – 1801)
- Мария Анна Терезия (1738 – 1814), омъжена на 21 май 1754 г. в Крумау за граф Емануел Филиберт фон Валдщайн-Вартенберг (1731 – 1775)
- Франциска Ксаверия Мария (1839 – 1821), омъжена на 6 август 1755 г. за княз Шарл-Йозеф де Лин (1735 – 1814)
- Мария Кристина Анна (1741 – 1819), омъжена на 18 май 1761 г. за граф Франц Фердинанд Кински фон Вчиниц и Тетау (1738 – 1806)
- Мария Терезия Анна (1741 – 1766), омъжена на 24 април 1763 г. за граф Карл Хиеронимус Палфи аб Ердьод (1735 – 1816)